# Алије ле Роа
Алије ле Роа (фр. Alluets-le-Roi) је насељено место у Француској у региону Париски регион, у департману Ивлен.
По подацима из 2011. године у општини је живело 1211 становника, а густина насељености је износила 163,87 становника/km².

## Демографија
| 1962. | 1968. | 1975. | 1982. | 1990. | 2011. |
| ----- | ----- | ----- | ----- | ----- | ----- |
| 393   | 483   | 632   | 826   | 1.062 | 1.211 |